# Henry Palmé
Henry Artur Palmé (ur. 4 września 1907 w Flädie, zm. 2 czerwca 1987 w Enskede) – szwedzki lekkoatleta, długodystansowiec, medalista mistrzostw Europy z 1938 z Paryża.
Wystąpił na igrzyskach olimpijskich w 1936 w Berlinie, gdzie zajął 13. miejsce w biegu maratońskim.
Zdobył brązowy medal w maratonie na mistrzostwach Europy w 1938 w Paryżu, za Väinö Muinonenem z Finlandii i Squire’em Yarrowem z Wielkiej Brytanii.
Był dziesięciokrotnym mistrzem Szwecji w maratonie w latach 1934–1942 i 1944, a także mistrzem w biegu przełajowym w 1934 i 1941.